# 奥韦·延森
奥韦·延森（丹麥語：Ove Jensen，1919年11月7日—2011年4月22日），丹麦男子足球运动员，场上位置是守门员。他曾代表丹麦国奥队参加1948年夏季奥林匹克运动会足球比赛，获得一枚铜牌。